# Kreis Unna
Der Kreis Unna liegt im Zentrum des Landes Nordrhein-Westfalen im Regierungsbezirk Arnsberg. Er existiert dem Namen nach seit dem 17. Oktober 1930 (durch Umbenennung des Landkreises Hamm) und im jetzigen Zuschnitt seit dem 1. Januar 1975. Er ist Mitglied im Landschaftsverband Westfalen-Lippe und im Regionalverband Ruhr. Die Kreisstadt ist Unna; die einwohnerreichste Stadt ist Lünen.

## Geographie

### Lage
Der Kreis Unna lässt sich drei Landschaftszonen und Regionen zuordnen. Er bildet zusammen mit Hamm das östliche Ruhrgebiet. Der Süden des Kreises bildet die Grenze zum Sauerland, und die nördlichen Gemeinden des Kreises sind naturräumlich dem Münsterland zugehörig. Im Kreis Unna erheben sich das Ardeygebirge und der Haarstrang.
Sowohl die Ruhr als auch die Lippe und die Seseke fließen durch den Kreis. Im Kreisgebiet entspringt die Emscher.

### Gemeinden
Der Kreis Unna gliedert sich mit seinen 393.784 Einwohnern (31. Dezember 2024) in zehn kreisangehörige Gemeinden, darunter zwei Große kreisangehörige Städte (in der Tabelle grün), fünf Mittlere kreisangehörige Städte (gelb) und eine weitere kreisangehörige Stadt (orange). Für ihre örtlichen Angelegenheiten sind die Gemeinden grundsätzlich selbst zuständig, während der Kreis für kleinere Kommunen (rot) örtliche und ansonsten überörtliche Aufgaben übernimmt.
| Name             | Einwohner | Fläche     | Einw./km² | Status                         | AGS        |
| ---------------- | --------- | ---------- | --------- | ------------------------------ | ---------- |
| Bergkamen        | 049.143   | 044.90 km² | 1094      | mittlere kreisangehörige Stadt | 05 978 004 |
| Bönen            | 017.734   | 038.04 km² | 0466      | kreisangehörige Gemeinde       | 05 978 008 |
| Fröndenberg/Ruhr | 020.504   | 056.23 km² | 0365      | kreisangehörige Stadt          | 05 978 012 |
| Holzwickede      | 017.596   | 022.36 km² | 0787      | kreisangehörige Gemeinde       | 05 978 016 |
| Kamen            | 042.319   | 040.95 km² | 1033      | mittlere kreisangehörige Stadt | 05 978 020 |
| Lünen            | 086.163   | 059.39 km² | 1451      | große kreisangehörige Stadt    | 05 978 024 |
| Schwerte         | 045.821   | 056.23 km² | 0815      | mittlere kreisangehörige Stadt | 05 978 028 |
| Selm             | 025.969   | 060.41 km² | 0430      | mittlere kreisangehörige Stadt | 05 978 032 |
| Unna             | 058.333   | 088.56 km² | 0659      | große kreisangehörige Stadt    | 05 978 036 |
| Werne            | 030.202   | 076.14 km² | 0397      | mittlere kreisangehörige Stadt | 05 978 040 |
|                  | 393.784   | 543.21 km² | 0725      | Kreis Unna                     | 05 978     |

(Einwohnerzahlen vom 31. Dezember 2024)
Die Einwohnerzahl des Kreises Unna ist seit 2000 von rund 430.000 bis 2022 auf rund 398.000, also um circa 7 %, gesunken.

### Nachbarkreise und -städte
Der Kreis Unna grenzt im Uhrzeigersinn im Norden beginnend an den Kreis Coesfeld, an die kreisfreie Stadt Hamm, an den Kreis Soest, an den Märkischen Kreis, an die kreisfreien Städte Hagen und Dortmund sowie an den Kreis Recklinghausen.

## Geschichte

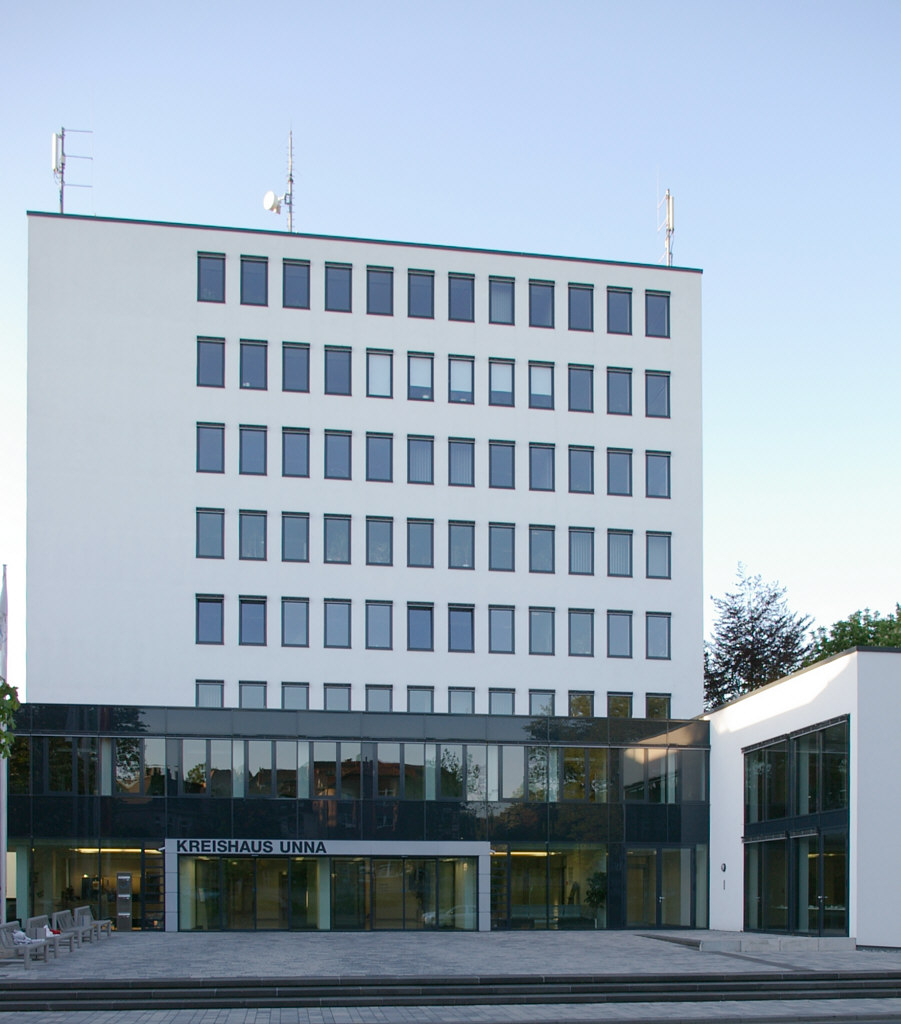
Kreishaus Unna

Das Gebiet des Kreises Unna gehörte mit Ausnahme der späteren Lüner Stadtteile Altlünen und Brambauer, des Schwerter Stadtteils Ergste und der Städte Selm und Werne zur Grafschaft Mark und nach deren Ende 1609 zu Brandenburg/Preußen. 1753 wurde dessen Aufteilung reformiert. Der erste Kreis Hamm wurde gegründet. Während der Franzosenzeit unter Napoleon war er Teil des Ruhrdistrikts, später wurde der Kreis mit einigen Veränderungen neu gegründet. Am 1. April 1901 verließ die Stadt Hamm den Kreis und wurde kreisfrei. Trotzdem blieb die Verwaltung des Kreises vorerst in Hamm. Die Gemeinden Holzwickede (einschließlich eines Teils der Gemeinde Sölde), Hengsen und Opherdicke wurden am 1. Oktober 1929 aus dem aufgelösten Landkreis Hörde in den Landkreis Hamm eingegliedert. Dessen Kreisverwaltung wurde nach Unna verlegt und der Kreis mit Wirkung vom 17. Oktober 1930 in Kreis Unna umbenannt. Spätere Neuordnungen veränderten die Grenzen des Kreises weiter. So verlor er unter anderem am 1. Januar 1968 die Gemeinde Niederaden an die damals noch kreisfreie Stadt Lünen und am 1. Juli 1969 die Gemeinde Sönnern an die Stadt Werl, Landkreis Soest. Bei der Kreisgebietsreform, die am 1. Januar 1975 wirksam wurde, verlor der Kreis Unna die Gemeinden Pelkum, Rhynern (ohne Hilbeck, das in den Kreis Soest und dort zur Stadt Werl kam) und Uentrop an die Stadt Hamm. Die Städte Lünen, Schwerte und Werne sowie die Gemeinde Selm – die am 27. September 1977 die Stadtrechte erhielt – wurden in den Kreis Unna eingegliedert.

## Bevölkerung

### Einwohnerstatistik
| Jahr | Einwohner |
| ---- | --------- |
| 1975 | 375.309   |
| 1980 | 386.966   |
| 1985 | 390.970   |
| 1990 | 406.434   |
| 1995 | 422.662   |
| 2000 | 431.740   |
| 2005 | 423.830   |

| Jahr | Einwohner |
| ---- | --------- |
| 2010 | 411.806   |
| 2015 | 396.035   |
| 2016 | 393.869   |
| 2017 | 393.934   |
| 2020 | 393.618   |
| 2022 | 398.866   |

Einwohnerentwicklung des Kreises Unna von 1975 bis 2017 (blau) und seiner Vorgängerkreise

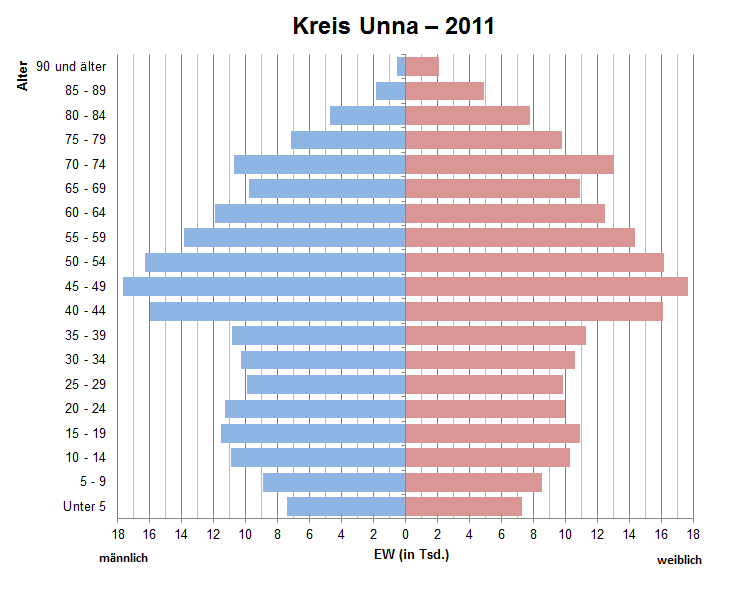
Bevölkerungspyramide für den Kreis Unna (Datenquelle: Zensus 2011)

Laut einer Prognose des Statistischen Landesamtes IT.NRW von 2015 geht die Einwohnerzahl des Kreises von 2014 bis 2040 um ca. 36.000 Einwohner oder knapp 10 % zurück.
Bei den Erwerbspersonen hingegen prognostiziert IT.NRW für den gleichen Zeitraum sogar einen Rückgang um ca. 40.000, was über 20,7 % entspricht und damit prozentual mehr als das Doppelte ausmachen würde (Männer: von 106.292 auf 85.800; Frauen von 88.513 auf 68.700). Das kann für den Kreis Unna neben dem allgemeinen Bevölkerungsrückgang nur mit einem beschleunigten demographischen Wandel (Altenquote) erklärt werden, da z. B. für die benachbarten Städte Dortmund und Hamm prozentual die voraussichtliche Bevölkerungsentwicklung mit der voraussichtlichen Entwicklung der Erwerbspersonen für den gleichen Zeitraum (2014–2040), entgegengesetzt zu der prognostizierten Entwicklung des Kreises Unna, sich etwa die Waage hält (Dortmund +3 %, Hamm −3,2 %). Die Gründe dafür wurden nicht genannt.
Die Bevölkerungspyramide aus dem Zensus 2011 zeigt mit rd. 23.000 über 80-jährigen Einwohnern des Kreises einen prozentualen Anteil von 27 % der insgesamt rund 85.000 über 65-jährigen Einwohner. Noch deutlicher wird der steigende Altersdurchschnitt der Einwohner, vergleicht man die Zahl der über 80-Jährigen mit der aller über 65-Jährigen über einen Zeitraum von 30 Jahren, von 1990 bis 2020. 1990 betrug der Anteil der über 80-Jährigen unter den über 65-Jährigen nur rd. 23 % (13.000 Ü80 gegenüber 56.000 Ü65); bis 2020 ist dieser Anteil auf rund 32 % (29.000 Ü80 gegenüber 91.000 Ü65) gestiegen. Damit hat der Kreis Unna das Land NRW von 1990 bis 2020 beim Altersdurchschnitt überholt; d. h. die Menschen im Kreis werden nicht nur immer älter, sondern in den zehn Gemeinden des Kreises altert die Gesellschaft auch stärker als in anderen Regionen von NRW. Der Anteil der über 80-Jährigen an der gesamten Einwohnerzahl des Kreises Unna stieg von 3,2 % im Jahr 1990 auf 7,4 % im Jahr 2020.
Lt. IT.NRW lebten am 30. Juni 2021 im Kreis 393.123 Einwohner, davon 201.543 Frauen (51,3 Prozent) und 191.580 Männer (48,7 Prozent).
Eine neue Bevölkerungsvorausberechnung von IT.NRW von 2021 bis 2050 sagt einen Rückgang um 5 % auf 371.530 Einwohner voraus.

### Konfessionsstatistik
Gemäß dem Zensus 2022 waren (2022) 30,9 % der Einwohner evangelisch, 28,6 % katholisch und 40,4 % waren konfessionslos, gehörten einer anderen Glaubensgemeinschaft an oder machten keine Angabe.

## Politik

### Ergebnisse der Kommunalwahlen 2020 im Kreis Unna
Die Sitze im Kreistag verteilen sich nach dem Ergebnis der Kommunalwahl 2020 folgendermaßen auf die einzelnen Parteien:
| Partei                            | Stimmen  | % 2020 | % 2014 | +/−    | Sitze 2020 | Sitze 2014 | +/− |
| --------------------------------- | -------- | ------ | ------ | ------ | ---------- | ---------- | --- |
| SPD                               | 49.575   | 32,1 % | 41,9 % | −9,8 % | 23         | 29         | −6  |
| CDU                               | 42.099   | 27,2 % | 29,4 % | −2,2 % | 20         | 21         | −1  |
| Bündnis 90/Die Grünen             | 29.881   | 19,3 % | 11,2 % | +8,1 % | 14         | 08         | +6  |
| AfD                               | 07.735   | 05,0 % | 00,0 % | +5,0 % | 0          | 0          | ±0  |
| FDP                               | 07.348   | 04,8 % | 03,4 % | +1,4 % | 03         | 02         | +1  |
| Die LINKE                         | 05.311   | 03,4 % | 05,0 % | −1,6 % | 02         | 03         | −1  |
| GFL                               | 04.032   | 02,6 % | 02,5 % | +0,1 % | 02         | 02         | ±0  |
| FW Kreisverband Unna              | 02.596   | 01,7 % | 02,7 % | −1,0 % | 01         | 02         | −1  |
| Familien-Partei Deutschlands      | 02.531   | 01,6 % | 00,0 % | +1,6 % | 01         | 0          | +1  |
| WfU                               | 02.035   | 01,3 % | 00,0 % | +1,3 % | 01         | 0          | +1  |
| UWG                               | 01.407   | 00,9 % | 01,0 % | −0,1 % | 01         | 01         | ±0  |
| Rosenkranz, Helmut                | 00.075   | 00,1 % | –      | +0,1 % | 0          | –          | ±0  |
| Gültige Stimmen                   | 154.6250 |        |        |        |            |            |     |
| Ungültige Stimmen                 | 02.577   |        |        |        |            |            |     |
| Stimmen insgesamt / Sitze         | 157.2020 |        |        |        | 68         | 70         | −2  |
| Wahlberechtigte / Wahlbeteiligung | 321.7370 | 48,9 % | 50,2 % | −1,3 % |            |            |     |

| Kreistagswahl am 13. September 2020 im Kreis UnnaWahlbeteiligung: 48,9 % 403020100 32,1 %27,2 %19,3 %5,0 %4,8 %3,4 %2,6 %1,7 %1,6 %1,3 %0,9 %0,1 % SPDCDUGrüneAfDFDPLinkeGFLgFWhFamilieWfUjUWGkSonst.lGewinne und Verlusteim Vergleich zu 2014 %p 10 8 6 4 2 0 −2 −4 −6 −8−10−9,8 %p−2,2 %p+8,1 %p+5,0 %p+1,4 %p−1,6 %p+0,1 %p−1,0 %p+1,6 %p+1,3 %p−0,1 %p+0,1 %pSPDCDUGrüneAfDFDPLinkeGFLFWFamilieWfUUWGSonst.Anmerkungen:g Gemeinsam für Lünenh Freie Wähler Kreisverband Unnaj Wir für Unnak Unabhängige Wählergemeinschaftl Rosenkranz, Helmut | Sitzverteilung nach der Kreistagswahl 2020 Kreis UnnaInsgesamt 68 Sitze - Linke: 2 - SPD: 23 - GFL: 2 - Grüne: 14 - Familie: 1 - CDU: 20 - FDP: 3 - Sonst.: 3 Sonstige: „FW Kreisverband Unna“ = 1 Sitz / „WfU“ = 1 Sitz / „UWG“ = 1 Sitz |

| Partei | Kandidat                          | Stimmen  | %      |
| --- | --------------------------------- | -------- | ------ |
| SPD | Löhr, Mario                       | 62.808   | 41,1 % |
| CDU | Pufke, Marco Morten               | 42.092   | 27,6 % |
| Bündnis 90/Die Grünen | Goldmann, Herbert                 | 27.642   | 18,1 % |
| GFL | Dahlke, Andreas                   | 10.622   | 07,0 % |
| FDP | Schneider, Susanne                | 09.585   | 06,3 % |
| Gültige Stimmen | Gültige Stimmen                   | 152.7490 |        |
| Ungültige Stimmen | Ungültige Stimmen                 | 04.286   |        |
| Stimmen insgesamt | Stimmen insgesamt                 | 157.0350 |        |
| Wahlberechtigte / Wahlbeteiligung | Wahlberechtigte / Wahlbeteiligung | 321.7370 | 48,8 % |
| Landratswahl 13.09.2020 Kreis UnnaWahlbeteiligung: 48,8 % 50403020100 41,1 %27,6 %18,1 %7,0 %6,3 % SPDaCDUbGrünecGFLdFDPeAnmerkungen:a Löhr, Mariob Pufke, Marco Mortenc Goldmann, Herbertd Dahlke, Andrease Schneider, Susanne |                                   |          |        |

| Partei | Kandidat                          | Stimmen  | %      |
| --- | --------------------------------- | -------- | ------ |
| SPD | Löhr, Mario                       | 62.653   | 61,9 % |
| CDU | Pufke, Marco Morten               | 38.499   | 38,1 % |
| Gültige Stimmen | Gültige Stimmen                   | 101.1520 |        |
| Ungültige Stimmen | Ungültige Stimmen                 | 01.692   |        |
| Stimmen insgesamt | Stimmen insgesamt                 | 102.8440 |        |
| Wahlberechtigte / Wahlbeteiligung | Wahlberechtigte / Wahlbeteiligung | 321.5030 | 32,0 % |
| Landratsstichwahl 27.09.2020 Kreis UnnaWahlbeteiligung: 32,0 % 706050403020100 61,9 %38,1 % SPDaCDUbAnmerkungen:a Löhr, Mariob Pufke, Marco Morten |                                   |          |        |

#### Landräte
- Friedrich Böckmann, * 18. Februar 1923, † 3. Juli 1999, Amtszeit: 14. Dezember 1970 bis 18. Februar 1988
- Rolf Tewes, * 24. September 1935, Amtszeit: 18. Februar 1988 bis 30. September 1999
- Gerd Achenbach, * 20. September 1941, Amtszeit: 1. Oktober 1999 bis 13. Oktober 2004
- Michael Makiolla, * 15. Januar 1956, Amtszeit: 13. Oktober 2004 bis 31. Oktober 2020
- Mario Löhr, * 1971, Amtszeit: seit 1. November 2020

Mario Löhr (SPD) gewann am 27. September 2020 die Stichwahl mit 61,94 % der Stimmen und ist als Landrat ab dem 1. November 2020 im Amt.

#### Oberkreisdirektoren
- Lothar Voit, * 15. August 1911, † 10. Juni 1977, Amtszeit: 1. August 1956 bis 31. August 1976
- Karl-Heinrich Landwehr, * 14. August 1935, † 15. Oktober 2019, Amtszeit: 1. September 1976 bis 30. September 1999

### Wappen und Flagge

Wappen des Kreises
Flagge des Kreises

Das Wappen des Kreises Unna ist eine Kombination der beiden Wappenzeichen der Grafen von der Mark.
Den unteren Teil bildet der rot-silberne (rot-weiße) märkische Schachbalken auf goldenem Grund aus dem Wappen der Grafschaft Mark, welcher vom Grafen Adolf I. von der Mark um 1220 eingeführt wurde und heute noch von der Stadt Hamm im Wappen geführt wird. Nachgewiesen ist der Schachbalken in einem Reitersiegel Adolfs in einer Urkunde desselben Jahres.
Darüber im ranghöheren Feld ist auf goldenem (gelbem) Grund ein roter, unbekrönter, einschwänziger rechtsaufsteigender Löwe dargestellt, welcher vermutlich eine Anspielung auf das ältere altenaische Wappen der Grafen Friedrich von Berg-Altena(-Mark), Adolf I. von der Mark und Otto von Altena ist. Diese hatten umfangreichen Allodial- und Lehnsbesitz im Gebiet des heutigen Kreises Unna, das zusammen mit Hamm (Burg Mark) einen ihrer Besitzschwerpunkte bildete. Allerdings führten diese Grafen von Altena einen schwarzen Löwen mit roten Waffen und goldener Krone. Adolf und Otto führten ihn schon in der auch in diesem Wappen gezeigten Kombination mit dem Schachbalken.
Der rote steigende, aber doppelschwänzige Löwe findet sich im Wappen der Grafen von Berg aus dem Hause Limburg und zeigt blaue Waffen und Krone. Beide Häuser, Altena und Berg, waren über Irmgard von Berg verwandt; jedoch heiratete diese erst 1218 Heinrich IV. von Limburg. Zu diesem Zeitpunkt führten die Häuser Altena-Isenberg und Altena-Mark bereits die Rose auf silbernem Grund bzw. den schwarzen Löwen auf goldenem Grund.
Die größte Stadt des Kreises, Lünen, trägt in ihrem Wappen ebenfalls einen rechtsaufsteigenden, jedoch zweischwänzigen Löwen.
Die Flagge des Kreises Unna ist rot-weiß geteilt mit dem aufgelegten Wappen in der Mitte.

### Kreispartnerschaften
Der Kreis Unna unterhält seit 1967 eine Kreispartnerschaft mit dem Kirklees Metropolitan Council in England.
Im Zuge der deutschen Wiedervereinigung wurde eine Partnerschaft zum brandenburgischen Kreis Templin aufgebaut, die – nach kommunaler Neuordnung – von dessen Nachfolgekreis Uckermark fortgeführt wird.
Des Weiteren besteht seit 1997 eine Partnerschaft mit dem polnischen Powiat Nowosądecki.

## Wirtschaft und Verkehr
Im Zukunftsatlas 2016 belegte der Kreis Unna Platz 252 von 402 Landkreisen, Kommunalverbänden und kreisfreien Städten in Deutschland und zählt damit zu den Regionen mit „ausgeglichenem Chancen-Risiko Mix“ für die Zukunft. In der Ausgabe von 2019 lag er auf Platz 234 von 401.
Die durchschnittlichen Primäreinkommen der Einwohner in den Gemeinden unterscheiden sich geographisch innerhalb des Kreises Unna erheblich. Sie liegen in den nördlichen Gemeinden Bergkamen (19.651 Euro), Lünen (19.823 Euro) und Bönen (20.290 Euro) weit unter dem Landesdurchschnitt, hingegen in der Kreisstadt Unna (27.723 Euro) sowie in den südlichen Gemeinden Schwerte (27.601 Euro), Fröndenberg (27.974 Euro) und insbesondere Holzwickede (30.002 Euro) weit darüber (Stand: 2016).
Per 2018 hat sich das Ranking deutlich geändert. Nun liegt Werne mit € 43.131,-- p.P klar vorn an erster Stelle, gefolgt von Schwerte mit € 42.983,-- pro Person, während Bergkamen mit € 34.650,-- auf dem 9. Platz liegt. Am wenigsten verdienen die Lüner Bürger auf dem 10. und letzten Platz im Kreis mit € 34.085,-- pro Einwohner, mithin ca. € 9.000,-- p. a. pro Einwohner weniger als die Bürger und Bürgerinnen von Werne und Schwerte, mithin etwa je € 750,-- weniger im Monat. Sie haben somit ca. € 25,00 pro Tag/pro Person weniger zur Verfügung.

### Luftverkehr
An das europäische Flugnetz ist der Kreis Unna über die Flughäfen Dortmund bei Holzwickede sowie den in etwa einer Stunde per Auto oder Zug erreichbaren Flughafen Düsseldorf angeschlossen. Der Flughafen Dortmund kann mit einem Shuttle-Bus vom Bahnhof Holzwickede/Dortmund-Flughafen sowie mit der Linie C 41 der VKU vom Bahnhof Unna erreicht werden. Auch die in ca. einer Stunde erreichbaren Flughäfen Münster/Osnabrück und Paderborn werden häufig von den Kreisbewohnern genutzt.

### Schienen- und Busverkehr
Der Kreis Unna ist an den Schienenpersonenfernverkehr über die Bahnhöfe Dortmund Hbf, Hagen Hbf und Hamm Hbf angebunden.
Im Schienenpersonennahverkehr wird er von zehn Eisenbahnstrecken erschlossen, auf denen 13 Regionalverkehrslinien verkehren:
- der Strecke Münster – Lünen – Dortmund (Kursbuchstrecke 411), auf der neben dem Schienenpersonenfernverkehr
täglich im Stundentakt die RegionalBahn „Der Lüner“ (RB 50) von Dortmund über Lünen, Werne nach Münster
- der Strecke Enschede – Gronau – Dortmund (KBS 412), auf der
täglich im Stundentakt die Westmünsterland-Bahn (RB 51) von Dortmund über Lünen, Bork, Selm, Coesfeld und Gronau nach Enschede  (NL)
- der Strecke Köln – Düsseldorf – Duisburg – Essen – Dortmund – Hamm (KBS 415), auf der neben dem Schienenpersonenfernverkehr
täglich im Stundentakt der NRW-Express (RE 1); Rhein-Emscher-Express (RE 3); Rhein-Weser-Express (RE 6) und der Rhein-Hellweg-Express (RE 11).
- der Strecke Köln – Wuppertal – Hagen – Hamm – Münster (KBS 455), auf der neben dem Schienenpersonenfernverkehr
täglich im Stundentakt der Rhein-Münsterland-Express (RE 7) und der Maas-Wupper-Express (RE 13)
- der Strecke Dortmund – Unna – Soest (KBS 431), auf der
täglich im Stundentakt, montags bis freitags bzw. samstags alle 30 Minuten die Hellweg-Bahn (RB 59)
- der Strecke Unna – Fröndenberg/Ruhr – Menden – Neuenrade (KBS 437), auf der
täglich im Stundentakt die Hönnetal-Bahn (RB 54)
- der Strecke Hagen – Bestwig – Warburg (KBS 435), auf der
täglich im Stundentakt der Sauerland-Express (RE 17)
- der Strecke Dortmund – Bestwig – Winterberg (KBS 438), auf der
täglich im Stundentakt der Dortmund-Sauerland-Express (RE 57)
- der Strecke Dortmund – Schwerte – Iserlohn (KBS 433), auf der
täglich im Stundentakt die Ardey-Bahn (RB 53) verkehren.

Außerdem verkehrt auf der Strecke Unna – Unna-Königsborn – Dortmund Stadthaus – Dortmund-Dorstfeld – Dortmund-Lütgendortmund (KBS 450.4) die S-Bahn-Linie S4.
Der Straßenpersonennahverkehr im Kreis Unna wird größtenteils von der Verkehrsgesellschaft Kreis Unna mbH (VKU) durchgeführt. Vier Schnellbuslinien verbinden die einzelnen Städte und Gemeinden des Kreises miteinander, hinzu kommen Stadt-, Regio- und Taxibusse.
Bergkamen, das über keinen eigenen Bahnhof verfügt, ist mit dem Schnellbus S 30 der VKU an den Dortmunder Hauptbahnhof und die Innenstadt Dortmunds angebunden.
Der westliche Lüner Stadtteil Brambauer ist mit der DSW21-Stadtbahnlinie U 41 an den Hauptbahnhof und die Innenstadt Dortmunds angeschlossen.

### Straßen
Der Kreis Unna ist über vier Autobahnen (von denen zwei den östlichen Teil des Dortmunder Autobahnringes bilden) sowie vier Bundesstraßen an das deutsche Fernstraßennetz angebunden:
- A 1 Puttgarden–Hamburg–Bremen–Osnabrück–Kamen–Dortmund–Wuppertal–Köln–Saarbrücken (Hansalinie)
- A 2 Oberhausen–Dortmund–Kamen–Bielefeld–Hannover–Braunschweig–Magdeburg–Berlin
- A 44 Aachen–Düsseldorf–Bochum–Dortmund–Unna–Soest–Kassel–Eisenach
- A 45 Dortmund–Schwerte–Hagen–Siegen–Gießen–Hanau–Seligenstadt (Sauerlandlinie)

- B 1 Aachen–Unna–Küstrin-Kietz
- B 54 Gronau–Münster–Werne–Lünen–Dortmund–Wiesbaden
- B 233 Iserlohn–Unna und Kamen–Bergkamen–Werne
- B 236 Olfen–Selm-Lünen–Schwerte–Münchhausen

Im Dezember 2017 betrug der zugelassene Kraftfahrzeugbestand 303.172 (davon 239.658 Pkw, 20.683 Motorräder und 42.831 Nutzfahrzeuge), mithin, bezogen auf die Einwohnerzahl von rund 396.000, eine Quote von etwa 76 Prozent. Bis Dezember 2020 stieg die Zahl der zugelassenen Kraftfahrzeuge um rund 15.000 (+ ca. 5 %) auf rund 318.000.

## Kfz-Kennzeichen
Am 1. Juli 1956 wurde dem Landkreis Unna bei der Einführung der bis heute gültigen Kfz-Kennzeichen das Unterscheidungszeichen UN zugewiesen. Es wird durchgängig bis heute ausgegeben.
Bis in die 1990er Jahre erhielten Fahrzeuge aus den Städten Lünen, Selm und Werne Kennzeichen mit den Buchstabenpaaren LA bis RZ und den Zahlen von 100 bis 999, später auch mit den Zahlen von 1 bis 99. Nach ein paar Jahren wurden auch die Kennzeichen mit den Buchstaben von L bis R mit den Zahlen von 1 bis 999 ausgegeben.
Seit dem 24. November 2012 ist das Unterscheidungszeichen LÜN (Lünen), seit dem 1. September 2015 auch das Unterscheidungszeichen LH (Lüdinghausen) erhältlich.